# Pseudozeuxo belizensis
Pseudozeuxo belizensis är en kräftdjursart som beskrevs av Jürgen Sieg 1982. Pseudozeuxo belizensis ingår i släktet Pseudozeuxo och familjen Pseudozeuxidae. Inga underarter finns listade i Catalogue of Life.